# المخيم الكشفي الأوروبي

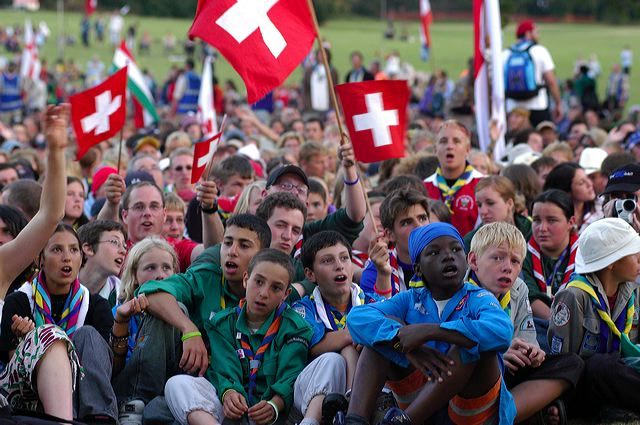
الحفل الختامي للمخيم الكشفي الأوروبي 2005

المخيم الكشفي الأوروبي (بالإنجليزية:European Scout Jamboree) هو مهرجان كشافة دولي، يتم تنظيمه في أوقات غير منتظمة من الإقليم الكشفي الأوروبي التابع للمنظمة العالمية للحركة الكشفية.

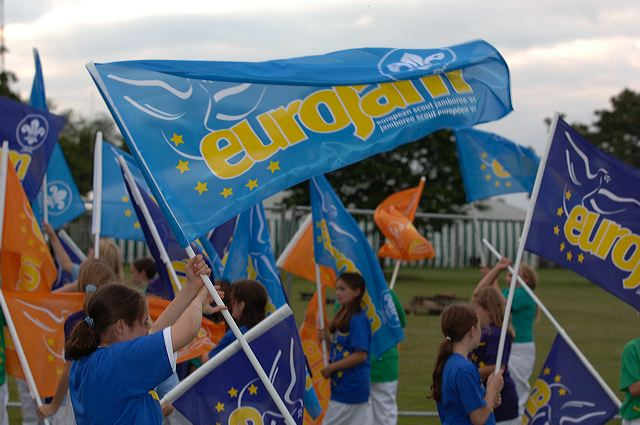
علم المخيم الكشفي الأوروبي عام 2005

حتى الآن، تم عقد اثنين من المهرجانات الكشفية الأوروبية بمثابة تجريب للمهرجانات الكشفية العالمية والذي عقد في وقت لاحق خلال عامين في نفس الموقع، ويضمن كل منها حوالي 10،000 مشاركين:
- المخيم الكشفي الأوروبي 1994 في فليفولاند، هولندا.
- المخيم الكشفي الأوروبي 2005 في هايلاندز بارك، تشيلمسفورد، إنجلترا.

## روابط خارجية
- الموقع الرسمي المخيم الكشفي الأوروبي 2014